# Kızılhüyük, Suruç
Kızılhüyük là một xã thuộc huyện Suruç, tỉnh Şanlıurfa, Thổ Nhĩ Kỳ. Dân số thời điểm năm 2011 là 383 người.